# Puiseux-en-Retz
Puiseux-en-Retz är en kommun i departementet Aisne i regionen Hauts-de-France i norra Frankrike. Kommunen ligger  i kantonen Villers-Cotterêts som ligger i arrondissementet Soissons. År 2022 hade Puiseux-en-Retz 221 invånare.

## Befolkningsutveckling
Antalet invånare i kommunen Puiseux-en-Retz
Referens: INSEE